# Stazione di Berlino-Rummelsburg Servizio
La stazione di Berlino-Rummelsburg Servizio (in tedesco Betriebsbahnhof Berlin-Rummelsburg) è una fermata ferroviaria di Berlino, sita nel quartiere di Rummelsburg.

## Movimento
La fermata è servita dalla linea S 3 della S-Bahn.